# Gerrit Jan Hoenderdaal

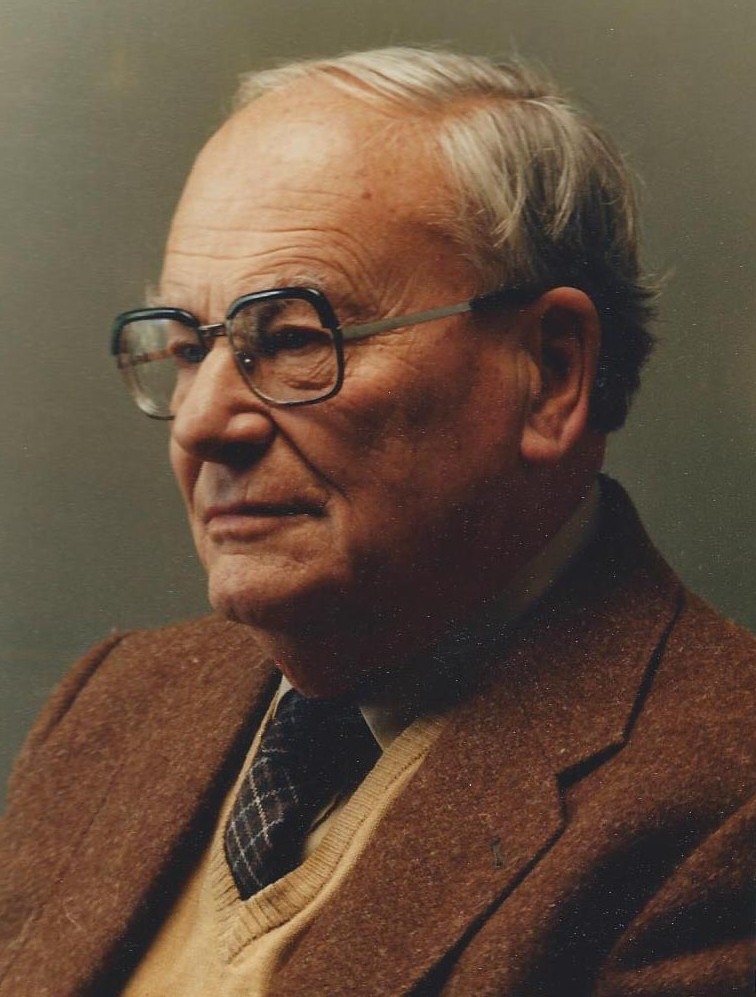
G.J.Hoenderdaal, 1975

Gerrit Jan Hoenderdaal, (Utrecht, 6 maart 1910 – Zutphen, 21 augustus 1998) was een Nederlandse theoloog, predikant bij verschillende remonstrantse gemeenten (1935-1958) en kerkelijk hoogleraar aan de Universiteit Leiden vanuit de Remonstrantse Broederschap (1958-1978). Zijn interesse ging vooral uit naar de verhouding tussen de religieuze en de esthetische ervaring. Hij was een kenner van de geschiedenis van het Arminianisme (Remonstrantisme).

## Zijn leven
Hoenderdaal studeerde theologie te Leiden (1929-1934) en Parijs (1933-1934: esthetica aan de Sorbonne). Na voltooiing van de kerkelijke opleiding aan het Remonstrants Seminarium (Leiden, 1935) werd hij predikant in Boskoop en Waddinxveen (1935-1939). In 1938 trouwde hij met Anne Marie van Mourik Broekman, dochter van de vrijzinnige theoloog M.C. van Mourik Broekman. Zij kregen vijf kinderen.
In 1939 werd hij naar Rotterdam beroepen. Daar maakte hij in de meidagen van 1940 het bombardement mee. Eind 1940 werd hij predikant te Arnhem. Toen de Duitsers, na het losbarsten van de slag om Arnhem (sept. 1944), een bevel tot algehele evacuatie hadden gegeven, ontvluchtte ook hij de stad. Tot het einde van de oorlog verbleef hij met zijn gezin in Hilversum. Zodra het kon keerde hij terug naar het zwaar gehavende Arnhem. Het kerkelijk leven moest opnieuw worden opgebouwd. Als voorzitter van de plaatselijke afdeling van Nederlands Volksherstel gaf hij mede leiding aan het herstel van het culturele leven. In 1948 promoveerde hij in Leiden. Van 1950 tot 1958 was hij predikant te Amsterdam. Tevens doceerde hij filosofie aan de School voor Maatschappelijk werk aldaar.
In 1958 werd hij kerkelijk hoogleraar, verbonden aan het Remonstrants Seminarium te Leiden. Vanaf 1960 was hij tevens buitengewoon hoogleraar aan de Rijksuniversiteit aldaar (dubbele leeropdracht: de geschiedenis van het Remonstrantisme en de verhouding van christendom en cultuur). In 1971 kreeg hij ook een leeropdracht vanwege de Nederlandse Hervormde Kerk (o.a. liturgiek). Maar primair bleef hij ‘de hoogleraar van de Remonstrantse Broederschap’ (R.B.): in die hoedanigheid vervulde hij vele functies binnen dat kerkgenootschap en vertegenwoordigde hij het naar buiten toe in allerlei oecumenische verbanden. Zo ook had hij van 1958 tot 1968 namens de Remonstrantse Broederschap zitting in het bestuur van de V.P.R.O..
In 1978 ging hij met emeritaat. Bij zijn afscheid werd hij benoemd tot Ridder in de Orde van de Nederlandse Leeuw. Intussen had hij zich in de Achterhoek gevestigd (Gorssel, later Lochem). In augustus 1998 werd hij getroffen door een hartinfarct. Hij overleed in het ziekenhuis Spittaal in Zutphen.

## Zijn werk

### Het esthetische en het religieuze
Hoenderdaals proefschrift, Religieuze existentie en aesthetische aanschouwing (1948), ging over een misverstand rond de theologie van Friedrich Schleiermacher (1768-1834). In 1982 zette hij zijn ideeën nog eens uiteen in Het esthetische – een weg tot geloof?  Die vraag moet met ‘neen’ worden beantwoord: het esthetische geeft geen directe toegang tot het geloof. Van luisteren naar aangrijpende muziek word je niet gelovig. Maar voor wie gelooft en tevens gevoel heeft voor muziek, kan het soms zijn alsof daarin iets van het goddelijke doorklinkt – een ervaring die men evengoed kan opdoen bij het luisteren naar een Bach-cantate als naar een Beethoven-sonate.  

### Schleiermacher
De fascinatie door Schleiermacher bleef. Hoenderdaals bibliografie begint met de dissertatie (1948) en eindigt met een opstel over de vriendschap tussen Schlegel en Schleiermacher (1993). 

### Dogmatiek
In zijn inaugurele rede (Leiden, 1958) zocht hij een tussenweg tussen Barth en Schleiermacher. Hij sprak van Dialogia entis: het gaat om een dialogische wisselwerking tussen het goddelijke initiatief (openbaring) en het menselijke antwoord (geloof). Hoenderdaals belangrijkste dogmatische studie werd Geloven in de Heilige Geest (1968), deels ontstaan als reactie op een werk van zijn Leidse hervormde collega en vriend Henk Berkhof (De leer van de Heilige Geest, 1964).

### In het spoor van Arminius (1559?- 1609)
Hoenderdaal ontpopte zich tijdens zijn hoogleraarschap als een kenner van het Arminianisme en de geschiedenis van de remonstranten. Bij de herdenking van de 400ste geboortedag van Jacobus Arminius, in 1960, verzorgde hij een uitgave van diens Verklaring voor de Staten van Holland (1608). Talloze artikelen volgden: over Erasmus als inspirator van de remonstranten, over de theologische betekenis van Arminius, over de Remonstrantie die diens medestanders in 1610 indienden om zijn zaak te bepleiten, over de Dordtse Synode die de Arminianen/Remonstranten in 1619 veroordeelde, over Wtenbogaert, de stichter van de R.B., over Episcopius, de eerste Seminariehoogleraar, over Hugo de Groot, bewonderaar van Arminius en medestander van de remonstranten. De internationale doorwerking van de Arminiaanse theologie belichtte hij o.a. in ‘The debate about Arminius outside the Netherlands’ (1975).

### Oecumene
Hoenderdaal zette zich in voor de oecumene, het streven naar meer onderling begrip tussen en eenheid van de kerken. Hij nam mede het voortouw bij het zoeken naar een nieuwe verhouding tussen de R.B. en de Nederlandse Hervormde Kerk. Hoenderdaal was een van de opstellers van het rapport Enige aspecten van de leer der uitverkiezing, dat in 1966 door de R.B. en de N.H. Kerk werd aanvaard. Daarin werd verklaard dat het 17de-eeuwse conflict niet meer kerkscheidend was. 
Zo werd het mogelijk dat de N.H. Kerk en de R.B. beide lid werden van de World Alliance of Reformed Churches. Hoenderdaal nam deel aan de oprichtingsvergadering daarvan (Nairobi, 1970). Eerder vertegenwoordigde hij de remonstranten in de derde assemblee van de Wereldraad van Kerken (WCC) in New Delhi (1961). In 1968 werd hij afgevaardigd naar de vierde assemblee van de WCC in Uppsala. Hoog op de agenda stond de armoede in de derde wereld. De kerken werden ertoe opgeroepen 2% van hun budget te reserveren voor ontwikkelingsprojecten. Zijn gedachten over de maatschappelijke bewustwording vatte hij samen in Riskant spel –liturgie in een geseculariseerde wereld (1977), een boek met sterk oecumenische inslag.

### Kerklied
Zijn bijzondere interesse had het kerklied. Hij maakte deel uit van de commissie die voor de vrijzinnige groeperingen een nieuwe Liederenbundel samenstelde (1943). In 1967 werd hij opnieuw betrokken bij een commissie die een nieuw liedboek voorbereidde. Ditmaal was het initiatief binnen de N.H. Kerk ontstaan (Miskotte, Barnard c.s.). Het was mede aan Hoenderdaal te danken dat ook andere protestantse kerken zich achter het project schaarden. Zo ontstond het Liedboek voor de Kerken (1973).

## Over G.J. Hoenderdaal
- H.J. Adriaanse e.a., In het spoor van Arminius: schetsen en studies over remonstranten in verleden en heden, aangeboden aan Prof. dr G.J. Hoenderdaal t.g.v. zijn 65e verjaardag (Nieuwkoop 1975,ISBN 90 6141 027 4).
- M.A.Bosman-Huizinga c.s. "Op de Uitkijk", Meedenken met prof.dr. G.J.Hoenderdaal, Remonstrants vlugschift 4, 1990
- Th.M. van Leeuwen, 'Gerrit Hoenderdaal in memoriam, Tussen de uitersten', AdRem (sept. 1998)
- Th.M. van Leeuwen, 'Hoenderdaal, Gerrit Jan'.*In: Biografisch lexicon voor de geschiedenis van het Nederlandse Protestantisme (BLGNP), Deel 6. (Kampen 2006). 123-126.
- Th. M. van Leeuwen, ‘Gerrit Jan Hoenderdaal’. In: Jaarboek van de Maatschappij der Nederlandse letterkunde te Leiden, 1998-1999. (Leiden 2000), 93-101.

### Keuze uit zijn publicaties
- Religieuze existentie en aesthetische aanschouwing: een studie over het misverstand omtrent het aesthetische element in Schleiermachers wezensbepaling der religie (Arnhem 1948)
- De mens in tweestrijd (Arnhem 1956)
- Dialogia entis (Lochem 1958), oratie
- Verklaring, afgelegd in de vergadering van de Staten van Holland op 30 oktober 1608. Opnieuw uitgegeven door Dr. G.J. Hoenderdaal (Lochem 1960)*
- Geloven in de heilige Geest (Wageningen 1968)
- ‘The debate about Arminius outside the Netherlands’. In: Th. Lunsingh Scheurleer e.a., ed. Leiden University in the 17th century (Leiden 1975), 137-160.
- Riskant spel. Liturgie in een geseculariseerde wereld (’s Gravenhage 1977,ISBN 90 239 0512 1)
- Maatschappelijke bewustwording en uitspraken van de Rem. Broederschap (Utrecht 1978)
- Het esthetische, een weg tot geloof? Gedachten over godsdienstige en esthetische ervaring (Baarn 1982, ISBN 90 259 5125 2)
- (redactie met P.M. Luca) Staat in de vrijheid. De geschiedenis van de remonstranten (Zutphen 1982, ISBN 906011 148 6), daarin: ‘Begin en beginsel’ (9-56)
- Het vrijzinnig protestantisme tussen de schaduwen van gisteren en morgen (1925-1940). In: B. Klein Wassink en Th.M. van Leeuwen, Tussen Geest en tijdgeest: denken en doen van vrijzinnig protestanten in de afgelopen honderd jaar (Utrecht 1989), 161-298.
- In BNLGP. Deel 1-3 (Kampen, 1978-1988) verschenen bijdragen van zijn hand over o.a. Arminius, Episcopius, Wtenbogaert, G.J. Heering. In M. Greschat (Hrsg.), Gestalten der Kirchengeschichte, Band 7, 1982; 8, 1983 (Stuttgart, Berlin etc.) over Arminius, Grotius.

- Biografisch Portaal: 29854907
- Digitale Bibliotheek voor de Nederlandse Letteren: hoen005
- Gemeinsame Normdatei: 12720606X
- International Standard Name Identifier: 0000 0000 2250 6214
- Library of Congress Control Number: n82144673
- Nationale Bibliotheek van Israël: 987007440308005171
- Nederlandse Thesaurus van Auteursnamen: 068907966
- Réseau des bibliothèques de Suisse occidentale: 02-A012415985
- Système universitaire de documentation: 243259158
- Virtual International Authority File: 268066884
- WorldCat: E39PBJtMqCXPMgt4C8cxCrTvHC